# Cheickna Traoré
Cheickna Traoré (* 21. Oktober 2000) ist ein ivorisch-US-amerikanischer Leichtathlet, der sich auf den Sprint spezialisiert hat und seit 2023 für die Elfenbeinküste startberechtigt ist.

## Sportliche Laufbahn
Cheickna Traoré wurde in der Elfenbeinküste geboren, kam aber bereits im Kindesalter in die Vereinigten Staaten und wuchs dort in Jersey City, New Jersey auf. Er studierte am Ramapo College und später an der Pennsylvania State University. Erste internationale Erfahrungen sammelte er bei den Spielen der Frankophonie 2023 in Kinshasa, bei denen er in 20,37 s die Goldmedaille im 200-Meter-Lauf gewann und auch mit der ivorischen 4-mal-100-Meter-Staffel in 39,32 s die Goldmedaille gewann. Im Jahr darauf wurde er NCAA-Collegemeister über 200 Meter und stellte mit 19,93 s einen neuen Landesrekord auf. Damit qualifizierte er sich für die Olympischen Sommerspiele in Paris, bei denen er in der ersten Runde ausschied.

## Persönliche Bestzeiten
- 100 Meter: 10,15 s (+0,7 m/s), 24. Mai 2024 in Lexington
  - 60 Meter (Halle): 6,54 s, 24. Februar 2024 in Geneva
- 200 Meter: 19,93 s (−0,1 m/s), 24. Mai 2024 in Lexington (ivorischer Rekord)
  - 200 Meter (Halle): 20,30 s, 9. März 2024 in Boston (ivorischer Rekord)